# Пальмоядрова олія

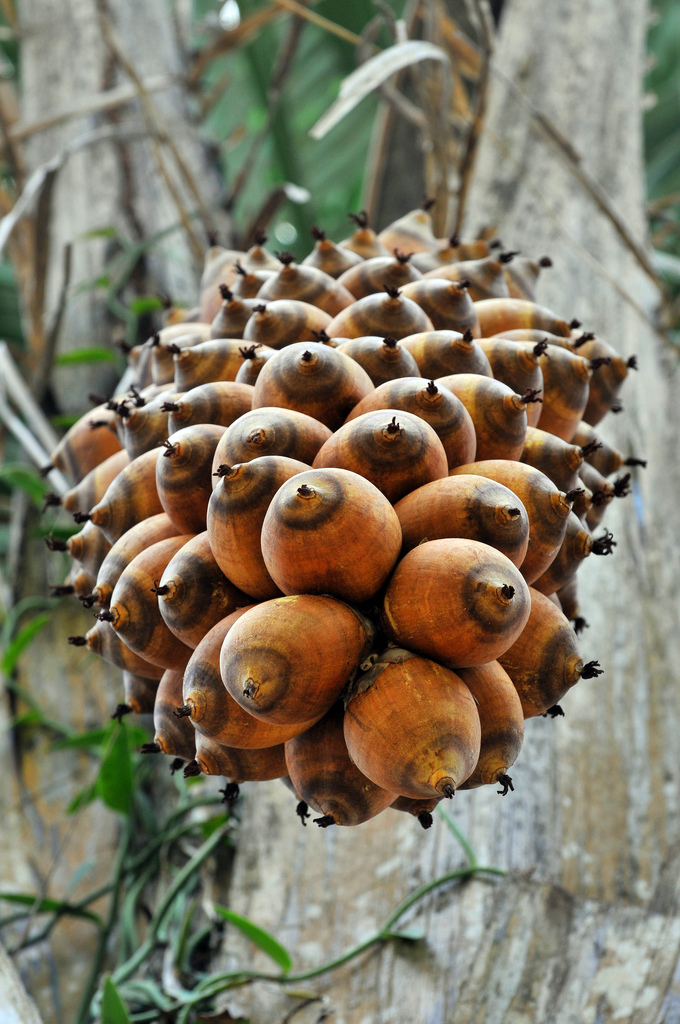
Плоди олійної пальми

Пальмоядрова олія — тверда рослинна олія, що виробляється з ядер плодів олійної пальми. Має приємні запах і смак.
За складом і властивостями близька до кокосової олії. Колір — від безбарвного до жовтуватого. Температура застигання +19–24 °C. Температура плавлення +25–30 °C.
Застосовується у виробництві маргарину і в кондитерській промисловості. Також використовується для виробництва гліцерину, шампунів, мила, свічок.